# 納溉站
納溉站（：／ Natgae yeok */?）是釜山地鐵1號線沿線的一座地下車站，位於大韓民國釜山廣域市沙下區多大洞。

## 車站結構
站體為2面2線側式月台的地下車站，候車月台設有月台幕門，並有5處出口。

### 月台配置
| 多大浦港 ↑ |
| \| 上      |
| ↓ 新長林   |

| 月台 | 路線               | 目的地                       |
| ---- | ------------------ | ---------------------------- |
| 上行 | ●釜山都市铁道1号线 | 多大浦海水浴場方向           |
| 下行 | ●釜山都市铁道1号线 | 釜山站、西面、東萊、老圃方向 |

## 歷史
- 2017年4月20日：1號線多大浦延伸線開通，開始營業[1]。

## 車站周邊
- 釜山沙下警察署多大地區分隊
- 多松中學
- 頭松中學
- 多大2洞郵局
- 韩亚银行多大洞分行
- E-mart新多大店

## 圖片

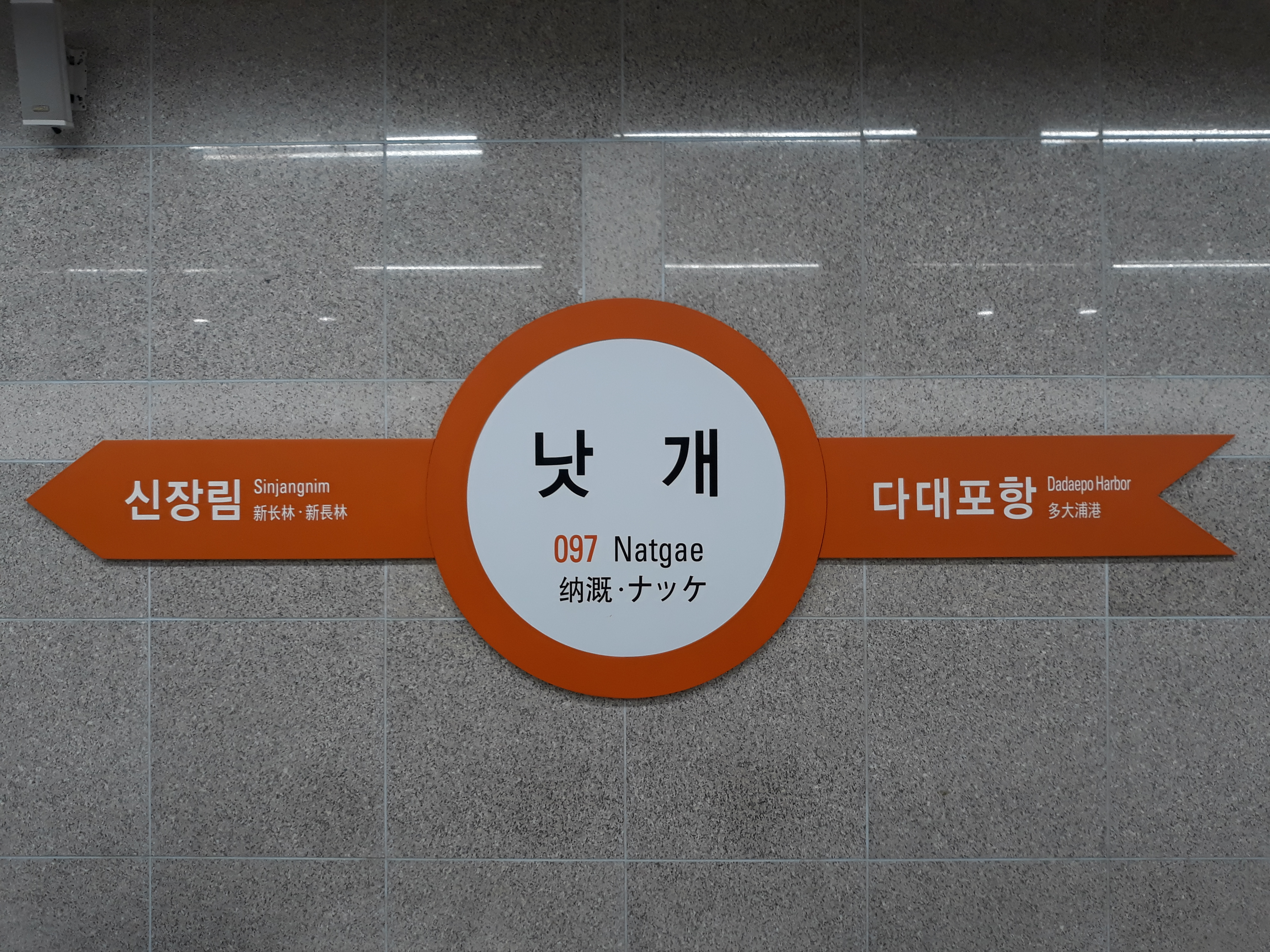
站名牌
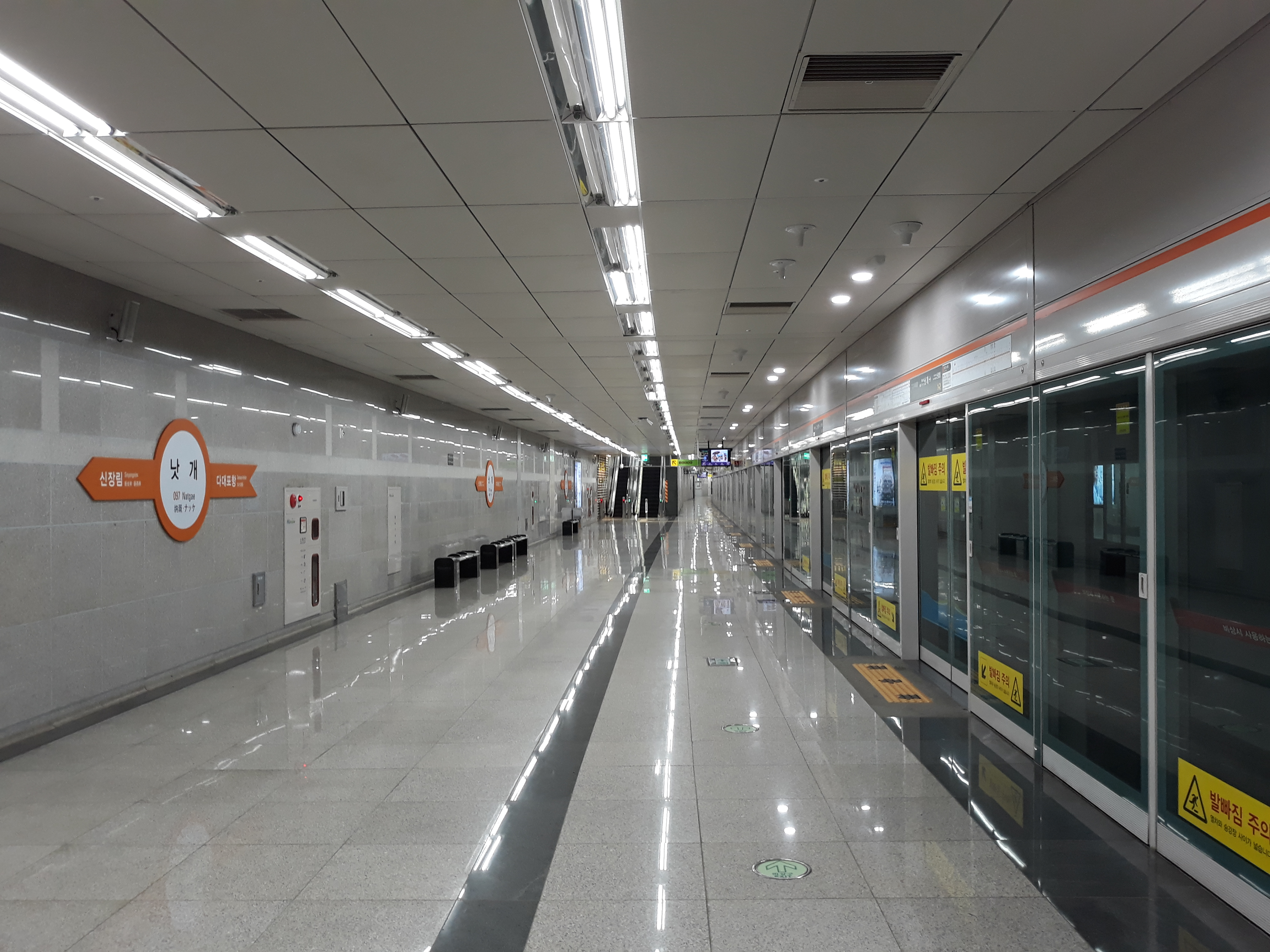
候車月台

## 相鄰車站
釜山交通公社
●釜山都市铁道1号线
多大浦港（096）－納溉（097）－新長林（098）

## 引註資料
1. ↑  . 뉴스앤뉴스. 2017-03-22  [2017-05-02]. （原始内容存档于2017-03-28）.